# Mule Variations
Mule Variations es el decimotercer álbum de estudio del músico estadounidense Tom Waits, publicado en 1999 por el sello ANTI-.
Supone el primer álbum de estudio de Waits desde la publicación en 1993 de The Black Rider y ganó un Grammy al mejor álbum de folk contemporáneo. Mule Variations vendió más de 500 000 copias a nivel mundial, y la canción "Hold On" fue nominada al Premio Grammy a la mejor interpretación vocal de rock masculina. 
El álbum fue respaldado por una extensa gira por Europa y Norteamérica durante el verano y el otoño de 1999, la primera desde la gira de promoción de Franks Wild Years en 1987. Otras paradas promocionales incluyó una actuación en solitario en el programa de televisión VH1 Storytellers. 
Tras la publicación de Mule Variations se editó de forma limitada un EP con el título Hold On, con dos temas del álbum, "Hold On" y "Big in Japan", y  y otras dos canciones inéditas, "Buzz Fledderjon" y "Big Face Money". Las canciones inéditas fueron publicadas como temas extra en las ediciones australiana y japonesa.
En 2003 la revista musical Rolling Stones situó a Mule Variations en el puesto 416 de la lista de los 500 mejores álbumes de todos los tiempos. En julio de 2013, RIAA certificó el álbum como disco de oro.

## Lista de canciones
Todos los temas compuestos por Tom Waits y Kathleen Brennan excepto donde se anota.

| N.º | Título                         | Escritor(es) | Duración |  |
| 1.  | «Big in Japan»                 |              | 4:05     |  |
| 2.  | «Lowside of the Road»          |              | 2:59     |  |
| 3.  | «Hold On»                      |              | 5:33     |  |
| 4.  | «Get Behind the Mule»          |              | 6:52     |  |
| 5.  | «House Where Nobody Lives»     | Waits        | 4:14     |  |
| 6.  | «Cold Water»                   |              | 5:23     |  |
| 7.  | «Pony»                         | Waits        | 4:32     |  |
| 8.  | «What's He Building In There?» | Waits        | 3:20     |  |
| 9.  | «Black Market Baby»            |              | 5:02     |  |
| 10. | «Eyeball Kid»                  |              | 4:25     |  |
| 11. | «Picture in a Frame»           |              | 3:39     |  |
| 12. | «Chocolate Jesus»              |              | 3:55     |  |
| 13. | «Georgia Lee»                  |              | 4:24     |  |
| 14. | «Filipino Box Spring Hog»      | Waits        | 3:09     |  |
| 15. | «Take It with Me»              |              | 4:24     |  |
| 16. | «Come On Up to the House»      |              | 4:36     |  |

## Personal
- Tom Waits: voz (1–7, 9–16), guitarra (1, 2, 3, 6, 7, 9, 12), piano (5, 11, 13, 15, 16), órgano (3), pump organ (7), percusión (9, 10), chamberlín (9) y optigan (2)
- Andrew Borger: batería (9, 14, 16) y percusión (14)
- Kathleen Brennan: trombón (14)
- Ralph Carney: trompeta (1), saxofón (1, 16), saxofón alto (11), clarinete (10), caña (8, 9)
- Les Claypool: bajo (1)
- Greg Cohen: bajo (11, 12, 15) y percusión (10)
- Linda Deluca-Ghidossi: violín (13)
- Dalton Dillingham III: bajo (13)
- Joe Gore: guitarra (3, 16)
- Chris Grady: trompeta (2, 14)
- John Hammond: armónica (7)
- Stephen Hodges: percusión (3, 4)
- Smokey Hormel: guitarra (4), dobro (7), cümbüş y Dousengoni (2)
- Jacquire King: programación (2, 14)
- Larry LaLonde: guitarra (1)
- Bryan Mantia: batería (1)
- Christopher Marvin:batería (6)
- Charlie Musselwhite: armónica (4, 12, 14, 16)
- Nik Phelps: saxofón barítono (11, 16)
- Larry Rhodes: contrafagot (10)
- Marc Ribot: guitarra (3, 9, 10, 14), guitarra principal (5) y solo de guitarra (6, 9)
- Jeff Sloan: percusión (8) y trombón (14)
- Larry Taylor: bajo (3, 4, 5, 6, 14, 16), guitarra (14) y guitarra rítmica (5)
- Wings Over Jordan Gospel, Bali Eternal: samples (10)